# Mercado de São Brás
O Mercado de São Brás é uma construção histórica localizada na cidade de Belém, no estado brasileiro do Pará. Situado distante do centro histórico da cidade, foi erguido durante época áurea do ciclo da borracha amazônica, a sua construção foi iniciada no dia 1º de maio de 1910 e concluída em 21 de maio de 1911.
O Mercado foi construído em função da grande movimentação comercial gerada pela ferrovia Belém/Bragança. Como o ponto final do trem era em São Brás, com muitas pessoas embarcando e desembarcando ali, a área se tornou atrativa para a comercialização de produtos. O mercado foi projetado também para ampliar o abastecimento da cidade, que até então ficava concentrado apenas no mercado do Ver-o-Peso. Criado pelo arquiteto italiano Filinto Santoro, o mercado possui sua estrutura construída em ferro e mescla elementos do art nouveau e neoclássico, com detalhes escultóricos também em ferro e azulejos decorativos.

## História
Antônio Lemos, intendente de Belém na época, cedera a Santoro o terreno para a construção do mercado. Foram importados da Itália materiais e operários para a execução da obra. A obra foi executada pelo engenheiro italiano Filinto Santoro, também responsável por outras grandes construções em Belém, como o Palacete Augusto Montenegro e o Colégio Gentil Bittencourt.
Em 1988, na administração do prefeito Fernando Coutinho Jorge, o mercado passa por uma grande reforma, com mudanças significativas nos seus aspectos espaciais e de uso. Após essa intervenção, o prédio atual passa a contar com espaços destinados a teatro, comercialização e oficinas de administração municipal. O uso antes existente como venda de carne, fruta, legumes e produtos de mercearia foram transferidos para este espaço. Devido à acústica e a grande movimentação de veículos, o teatro foi desativado e o mercado fechado temporariamente. O mercado de peixe, ladeado pelos quiosques de mesmo estilo, formam o complexo cultural do Mercado de São Brás.
Com o aumento do trabalho informal nas ruas próximas ao mercado, fez com que o prefeito Edmilson Rodrigues na sua segunda administração, remanejasse os trabalhadores para dentro do mercado, incluindo os moveleiros, que antes comercializavam seus produtos nas calçadas das ruas.

## Preservação
Após anos de má conservação por parte do poder público, o mercado foi totalmente revitalizado como parte do pacote de obras da Conferência das Nações Unidas sobre as Mudanças Climáticas de 2025 e reaberto ao público no dia 18 de dezembro de 2024. A administração foi terceirizada para a Organização Social Instituto Amazônia Azul durante 20 anos que deve cuidar, dentre outras coisas, da segurança do local, incluindo a Praça Floriano Peixoto.
Com investimento de mais de R$150 milhões de reais, sendo R$90 milhões oriundos do Governo Federal, via Itaipu Binacional, e o restante da prefeitura municipal, o prédio deve tornar-se um novo centro cultural gastronômico da cidade com lojas de comidas ao estilo boteco, livrarias, exposíções e galerias de arte.

## Estrutura e serviços
Atualmente, o Complexo de Feiras do São Brás ainda é importante para o abastecimento da capital paraense. Constituído por setores que incluem: feira, mercado de peixe e carne, artesanato, mercearia e praça de alimentação. A estrutura do mercado consiste em três pavilhões (naves), telhados de tijolos em forma de abóboda e decoração em mármore branco. O mercado em si possui 3.300 m² onde há distribuídos 348 feiras e lojas. Em todo o complexo há 549 permissionários. Além de frutas, verduras, carne, peixe e camarão, também é comercializado artesanato, ervas, artigos de umbanda, vestuário, móveis, sebos e o mais forte atualmente que é a marcenaria. Este empório comercial está situado em um ponto estratégico, por ocupar o ponto de confluência de importantes vias de Belém: as avenidas Almirante Barroso, José Bonifácio e Magalhães Barata, além de estar a uma pequena distância do Terminal Rodoviário de Belém.